# Denkova-Staviski Cup de 2012
Denkova-Staviski Cup de 2012 foi a primeira edição do Denkova-Staviski Cup, um evento anual de patinação artística no gelo de níveis sênior, júnior e noviço. A competição foi disputada entre os dias 13 de dezembro e 16 de dezembro, na cidade de Sófia, Bulgária.

## Eventos
- Individual masculino
- Individual feminino

## Medalhistas
| Evento                        | Ouro                        | Prata                           | Bronze                          |
| Sênior                        |                             |                                 |                                 |
| Individual masculino detalhes | Misha Ge · Uzbequistão      | Maurizio Zandron · Itália       | Manol Atanassov · Bulgária      |
| Individual feminino detalhes  | Valentina Marchei · Itália  | Francesca Rio · Itália          | Roberta Rodeghiero · Itália     |
| Júnior                        |                             |                                 |                                 |
| Individual masculino detalhes | Ivo Gatovski · Bulgária     | Bryan Christopher Tan · Malásia | Oguzhan Selimoglu · Turquia     |
| Individual feminino detalhes  | Anna Afonkina · Bulgária    | Melisa Sema Atik · Turquia      | Sandra Ristivojevic · Sérvia    |
| Noviço avançado               |                             |                                 |                                 |
| Individual masculino detalhes | Efe Gorkmen · Turquia       | Luca Flavius · Romênia          | nenhum outro competidor         |
| Individual feminino detalhes  | Ecem Ulker · Turquia        | Simona Gospodinova · Bulgária   | Monika Yordanova · Bulgária     |
| Noviço básico B               |                             |                                 |                                 |
| Individual masculino          | Nikola Zlatanov · Bulgária  | nenhum outro competidor         | nenhum outro competidor         |
| Individual feminino 1999      | Ilayda Bayar · Turquia      | Angelika Ordowska · Polônia     | Bihter Eylul Yaras · Turquia    |
| Individual feminino 2000      | Alara Tavares · Turquia     | Begum Boynukisa · Turquia       | Marina Georgieva · Bulgária     |
| Noviço básico A               |                             |                                 |                                 |
| Individual masculino          | Basar Oktar · Turquia       | Mark Simeonov · Bulgária        | Yoan Slavkov · Bulgária         |
| Individual feminino 2001      | Niya Angelova · Bulgária    | Ekin Saygi · Turquia            | Zeynep Karagoz · Turquia        |
| Individual feminino 2002      | Alexandra Feigin · Bulgária | Presiyana Dimitrova · Bulgária  | Aleksandra Duchnowska · Polônia |

## Resultados

### Sênior

#### Individual masculino
| Pos.              | Nome             | Nacionalidade | Pontos | PC        | PL         |
| ----------------- | ---------------- | ------------- | ------ | --------- | ---------- |
| Medalha de ouro   | Misha Ge         | Uzbequistão   | 205.17 | 69.93 (1) | 135.24 (1) |
| Medalha de prata  | Maurizio Zandron | Itália        | 163.68 | 52.60 (2) | 111.08 (2) |
| Medalha de bronze | Manol Atanasov   | Bulgária      | 131.68 | 43.99 (4) | 87.69 (3)  |
| 4                 | Iassen Petkov    | Bulgária      | 123.45 | 48.12 (3) | 75.33 (4)  |
| 5                 | Balam Labarrios  | México        | 102.21 | 32.91 (5) | 69.30 (5)  |
| 6                 | Daniel Nikolov   | Bulgária      | 76.36  | 29.25 (6) | 47.11 (6)  |

#### Individual feminino
| Pos.              | Nome                 | Nacionalidade | Pontos | PC         | PL         |
| ----------------- | -------------------- | ------------- | ------ | ---------- | ---------- |
| Medalha de ouro   | Valentina Marchei    | Itália        | 160.15 | 52.55 (1)  | 107.60 (1) |
| Medalha de prata  | Francesca Rio        | Itália        | 141.04 | 51.00 (2)  | 90.04 (2)  |
| Medalha de bronze | Roberta Rodeghiero   | Itália        | 125.35 | 42.00 (4)  | 83.35 (4)  |
| 4                 | Sila Saygi           | Turquia       | 125.29 | 40.59 (5)  | 84.70 (3)  |
| 5                 | Alina Milevskaya     | Ucrânia       | 122.81 | 43.52 (3)  | 79.29 (5)  |
| 6                 | Victoria Manni       | Itália        | 116.80 | 40.38 (6)  | 76.42 (6)  |
| 7                 | Crysral Kiang        | Taipé Chinesa | 109.45 | 35.89 (8)  | 73.56 (7)  |
| 8                 | Clara Peters         | Irlanda       | 106.93 | 35.45 (9)  | 71.48 (8)  |
| 9                 | Pieman Isabelle      | Bélgica       | 106.08 | 39.35 (7)  | 66.73 (9)  |
| 10                | Vega Priscila Alavez | México        | 79.33  | 27.97 (10) | 51.36 (10) |

### Júnior

#### Individual masculino júnior
| Pos.              | Nome                 | Nacionalidade | Pontos | PC        | PL        |
| ----------------- | -------------------- | ------------- | ------ | --------- | --------- |
| Medalha de ouro   | Ivo Gatovski         | Bulgária      | 116.26 | 34.37 (1) | 81.89 (1) |
| Medalha de prata  | Bryan Christophe Tan | Malásia       | 90.92  | 34.11 (2) | 56.81 (3) |
| Medalha de bronze | Oguzhan Selimoglu    | Turquia       | 89.14  | 30.24 (3) | 58.90 (2) |

#### Individual feminino júnior
| Pos.              | Nome                | Nacionalidade | Pontos | PC        | PL        |
| ----------------- | ------------------- | ------------- | ------ | --------- | --------- |
| Medalha de ouro   | Anna Afonkina       | Bulgária      | 122.45 | 43.89 (1) | 78.56 (1) |
| Medalha de prata  | Melisa Sema Atik    | Turquia       | 118.87 | 42.33 (2) | 76.54 (2) |
| Medalha de bronze | Sandra Ristivojevic | Sérvia        | 103.06 | 33.77 (5) | 69.29 (3) |
| 4                 | Taylor Dean         | Austrália     | 101.80 | 34.86 (4) | 66.94 (4) |
| 5                 | Katarina Knezevic   | Sérvia        | 98.60  | 35.61 (3) | 62.99 (6) |
| 6                 | Paolina Popova      | Bulgária      | 97.93  | 32.54 (6) | 65.39 (5) |
| 7                 | Ana Isabel Dabdou   | México        | 85.67  | 27.47 (7) | 58.20 (7) |

### Noviço avançado

#### Individual masculino noviço avançado
| Pos.             | Nome         | Nacionalidade | Pontos | PC        | PL        |
| ---------------- | ------------ | ------------- | ------ | --------- | --------- |
| Medalha de ouro  | Efe Gorkmen  | Turquia       | 72.59  | 24.60 (2) | 47.99 (1) |
| Medalha de prata | Luca Flavius | Romênia       | 68.92  | 24.63 (1) | 44.29 (2) |

#### Individual feminino noviço avançado
| Pos.              | Nome                | Nacionalidade | Pontos | PC         | PL         |
| ----------------- | ------------------- | ------------- | ------ | ---------- | ---------- |
| Medalha de ouro   | Ecem Ulker          | Turquia       | 74.70  | 25.30 (1)  | 49.40 (1)  |
| Medalha de prata  | Simona Gospodinova  | Bulgária      | 69.25  | 22.92 (4)  | 46.33 (2)  |
| Medalha de bronze | Monika Yordanova    | Bulgária      | 68.76  | 24.30 (2)  | 44.46 (3)  |
| 4                 | Serenay Yurdakul    | Turquia       | 66.54  | 23.67 (3)  | 42.87 (5)  |
| 5                 | Iulia Popesku       | Romênia       | 64.41  | 21.31 (9)  | 43.10 (4)  |
| 6                 | Regina Riva         | México        | 60.92  | 22.44 (7)  | 38.48 (6)  |
| 7                 | Oliwia Rzepiel      | Polônia       | 60.03  | 21.57 (8)  | 38.46 (7)  |
| 8                 | Maria Paola Lastiri | México        | 59.35  | 22.82 (5)  | 36.53 (8)  |
| 9                 | Kameliya Doncheva   | Bulgária      | 55.37  | 22.51 (6)  | 32.86 (10) |
| 10                | Maria Bessonova     | Rússia        | 53.74  | 19.60 (10) | 34.14 (9)  |

## Quadro de medalhas
Sênior
| Ordem | País        | Medalha de ouro | Medalha de prata | Medalha de bronze |   | Ordem por total |
| ----- | ----------- | --------------- | ---------------- | ----------------- | - | --------------- |
| 1     | Itália      | 1               | 2                | 1                 | 4 | 1               |
| 2     | Uzbequistão | 1               |                  |                   | 1 | 2               |
| 3     | Bulgária    |                 |                  | 1                 | 1 | 2               |
| TOTAL | TOTAL       | 2               | 2                | 2                 | 6 | —               |

Geral
| Ordem | País        | Medalha de ouro | Medalha de prata | Medalha de bronze |    | Ordem por total |
| ----- | ----------- | --------------- | ---------------- | ----------------- | -- | --------------- |
| 1     | Bulgária    | 5               | 3                | 4                 | 12 | 1               |
| 2     | Turquia     | 5               | 3                | 3                 | 11 | 2               |
| 3     | Itália      | 1               | 2                | 1                 | 4  | 3               |
| 4     | Uzbequistão | 1               |                  |                   | 1  | 5               |
| 5     | Polônia     |                 | 1                | 1                 | 2  | 4               |
| 6     | Malásia     |                 | 1                |                   | 1  | 5               |
| 6     | Romênia     |                 | 1                |                   | 1  | 5               |
| 8     | Sérvia      |                 |                  | 1                 | 1  | 5               |
| TOTAL | TOTAL       | 12              | 11               | 10                | 33 | —               |